# Assembleia Legislativa de Minas Gerais
Assembleia Legislativa de Minas Gerais (ALMG) é o órgão de poder legislativo do estado de Minas Gerais, exercido através dos deputados estaduais. Com sede em Belo Horizonte, capital do estado, a Assembleia realiza suas sessões no Palácio da Inconfidência, no bairro Santo Agostinho.
Em fevereiro de 2023 tomaram posse os deputados, escolhidos nas eleições de 2022, para a 20ª Legislatura com mandato até fevereiro de 2027. Atualmente a Assembleia é presidida pelo Deputado Tadeu Martins Leite, do Movimento Democrático Brasileiro.

## História

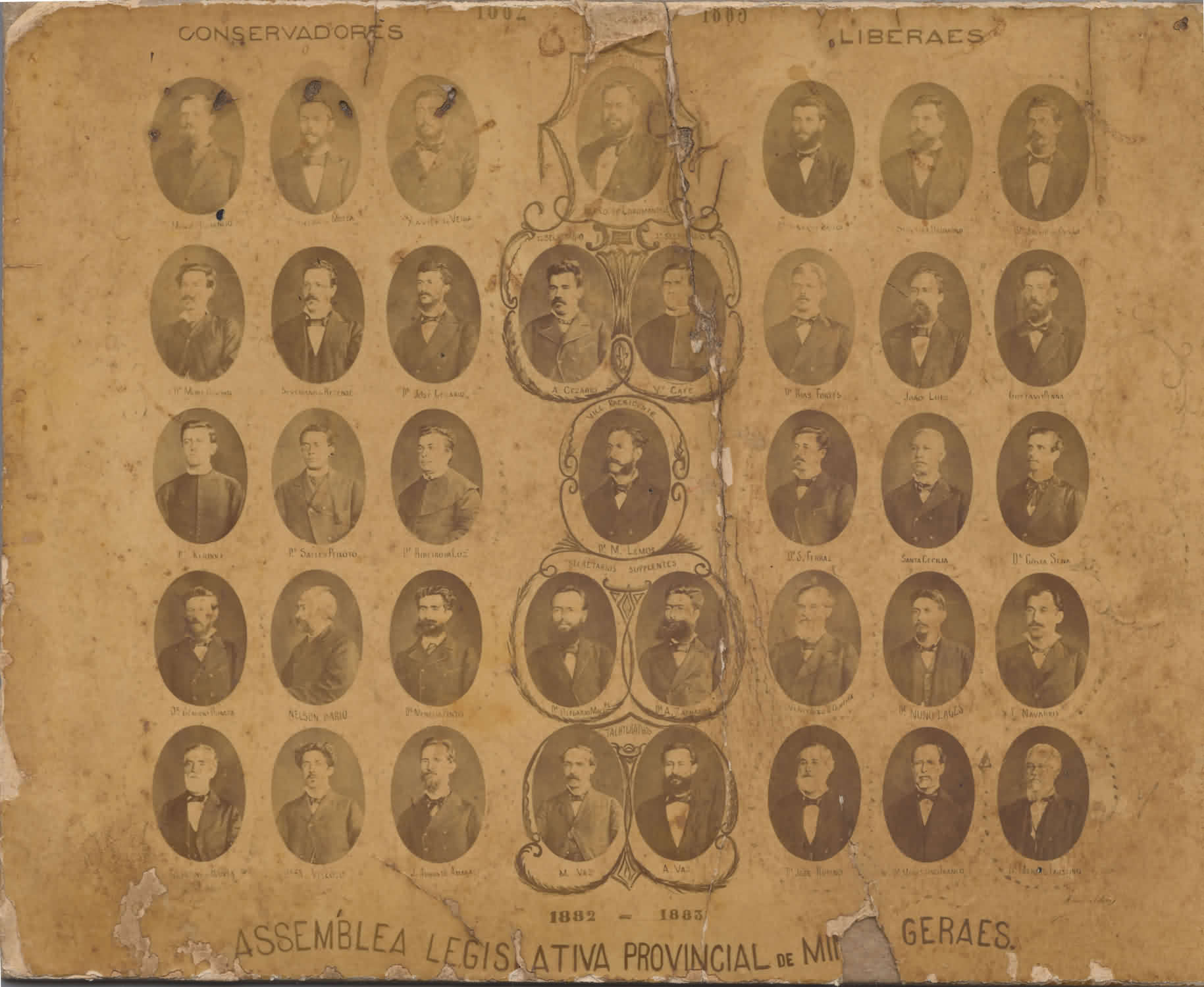
Painel fotográfico dos membros da Assembleia Provincial de Minas Gerais, no biênio 1882–1883, onde se vê as bancadas do Partido Conservador e Partido Liberal (Arquivo Público Mineiro).

O Poder Legislativo em Minas Gerais, com sede em Ouro Preto, foi instalado em 1835, em meio a uma sociedade escravocrata e excludente e foi resultado da pressão das elites provinciais por maior autonomia após a abdicação de D. Pedro I, que culminou  com o Ato Adicional de 1834. No ano de sua instalação, a província mineira tinha 670 mil habitantes, dos quais 60% eram mestiços e negros.
Até 1889, quando da Proclamação da República, o Legislativo estadual funcionou regularmente, sem interrupções, no contexto de uma monarquia constitucional. No período republicano, assistimos a várias rupturas  constitucionais, e a Assembleia viveu quatro períodos constituintes marcantes: em 1891, com o fortalecimento do federalismo e a mudança da Capital; em 1935, com o resultado da Revolução de 30 em meio à implantação da Justiça Eleitoral e do voto das mulheres; em 1947, com o fim da ditadura do Estado Novo e o processo de redemocratização; e, mais recentemente, em 1989, com o fim do regime militar e a volta das liberdades democráticas.
O povoamento e a economia da região sofreram transformações impactantes desde a criação da Assembleia Legislativa: se já fomos uma província rural com o maior número de eleitores e escravos do Império, chegamos aos dias atuais como um estado com alta taxa de urbanização, em que convivem, lado a lado, metrópoles industriais e pequenas cidades, perfazendo um total de 853 municípios e mais de 20 milhões de habitantes.

## Organização
O número de deputados corresponde ao triplo da representação do estado na Câmara dos Deputados e, atingido o número de 36, será acrescido de tantos quanto forem os deputados federais acima de 12. Atualmente, Minas Gerais tem 77 deputados estaduais. Os representantes são eleitos diretamente pelos cidadãos mineiros para um mandato de quatro anos. Cada período de quatro anos é denominado legislatura.
No Plenário, os parlamentares apresentam, discutem e votam as matérias de interesse de Minas e dos mineiros. No entanto, a atividade das deputadas e dos deputados não se restringe apenas às reuniões no Plenário.
Na Assembleia Legislativa, como na maior parte dos parlamentos modernos, o papel das comissões tem sido cada vez mais destacado e valorizado. É nelas que são estudados e debatidos em profundidade os projetos de lei em tramitação. Os pareceres ali aprovados constituem uma valiosa fonte de informação para a votação em Plenário.
Além disso, as emendas aprovadas nas comissões contribuem para o aprimoramento das matérias. Para melhor conhecerem a opinião dos diversos segmentos sociais, as comissões da Assembleia promovem audiências em Belo Horizonte e no interior do Estado, convidando autoridades, especialistas e representantes da sociedade civil para opinar sobre os mais variados temas.
A fiscalização das atividades dos demais Poderes encontra nas comissões um espaço privilegiado. Atuando por meio de pedido de providências ou de informações ou, em situações de grande relevância, por meio da constituição de uma Comissão Parlamentar de Inquérito, os parlamentares exercem essa atribuição que lhes é conferida pela Constituição do Estado.
Além da atuação das comissões, a Assembleia Legislativa promove grandes eventos institucionais – Seminários legislativos, fóruns técnicos ou ciclos de debates –,  construídos com a parceria de entidades organizadas da sociedade civil, nos quais são colhidos subsídios para o aprimoramento das políticas públicas estaduais e para a apresentação de projetos de lei, além de encaminhar demandas dos cidadãos a outros órgãos ou entidades dos governos federal, estadual ou municipal.
O gabinete parlamentar é o escritório de trabalho do representante do povo. O cidadão tem nesse espaço um local de interlocução com o poder público. O gabinete atua também na orientação do cidadão que busca seus direitos, que precisa de serviços do Estado ou orientações legais. Nos gabinetes, as deputadas e os deputados entram em contato direto com os cidadãos, ouvindo sugestões e críticas, além de ideias de projetos que, posteriormente, podem ser apresentados.
O contato do parlamentar com os cidadãos é feito ainda em visitas às grandes e pequenas cidades, vilas e periferias, em comunicação direta com a população local. Nessa interação com o seu representante, o cidadão passa a conhecer o trabalho dos parlamentares, voltado para o desenvolvimento social e econômico de sua região. O trabalho parlamentar envolve, ainda, a ação partidária. Como são eleitos por um partido político, os deputados estão sempre em contato com seus correligionários para discutir questões públicas, definir estratégias de ação e participar das decisões partidárias.

## Atribuições
A Assembleia de Minas tem a função de discutir e produzir leis, fiscalizar o Poder Executivo estadual e representar os interesses dos vários setores da sociedade, intermediando politicamente os conflitos que surgem. As ações do Legislativo produzem impacto direto na vida do cidadão, na administração pública e nos rumos da economia mineira.
É a ALMG que debate e vota matérias de competência do Estado, como os orçamentos, o sistema tributário, as operações de crédito, os planos de desenvolvimento e assuntos relacionados aos servidores.
Ela também fiscaliza o exercício da administração pelos diversos órgãos do Estado e promove eventos que ampliam o diálogo com a sociedade e a participação popular na definição de políticas públicas. A relação completa de atribuições da Assembleia está nos artigos 66 e 68 da Constituição Estadual.
Atividades da Assembleia de Minas:
- Debates e votações no Plenário e nas comissões;
- Audiências públicas na Capital exterior;
- Eventos de educação para a cidadania;
- Seminários legislativos;
- Fóruns técnicos;
- Ciclos de debates;
- Debates públicos.

Cabe à Assembleia Legislativa, com a sanção do governador, dispor sobre todas as matérias de competência do estado, especificamente:
- plano plurianual e orçamentos anuais;
- diretrizes orçamentárias;
- dívida pública, abertura e operação de crédito;
- plano de desenvolvimento;
- normas gerais relativas ao planejamento e execução de funções públicas de interesse comum, a   cargo da região metropolitana, aglomeração urbana e microrregião;
- fixação e modificação dos efetivos da Polícia Militar de Minas Gerais e do Corpo de Bombeiros Militar do Estado de Minas Gerais;
- criação, transformação e extinção de cargo, emprego e função públicos na administração direta, autárquica e fundacional e fixação de remuneração, observados os parâmetros estabelecidos na Lei de Diretrizes Orçamentárias;
- servidor público da administração direta, autárquica e fundacional, seu regime jurídico único, provimento de cargos, estabilidade e aposentadoria de civil e reforma e transferência de militar para a inatividade;
- fixação do quadro de empregos das empresas públicas, sociedades de economia mista e demais entidades sob controle direto ou indireto do Estado;
- criação, estruturação e definição de atribuições das secretarias de estado;
- organização do Ministério Público do Estado de Minas Gerais, da Advocacia do Estado, da Defensoria Pública do Estado de Minas Gerais, do Tribunal de Contas do Estado de Minas Gerais, da Polícia Militar de Minas Gerais, da Polícia Civil do Estado de Minas Gerais e dos demais órgãos da Administração Pública;
- organização e divisão judiciárias;
- bens do domínio público;
- aquisição onerosa e alienação de bem imóvel do estado;
- transferência temporária da sede do governo estadual;
- matéria decorrente da competência comum prevista no art. 23 da Constituição da República;
- matéria de legislação concorrente, de que trata o art. 24 da Constituição da República;
- matéria da competência reservada ao estado federado no § 1º do art. 25 da Constituição da República.

Compete privativamente à Assembleia Legislativa:
- eleger a Mesa e constituir as comissões;
- elaborar o Regimento Interno;
- dispor sobre sua organização, funcionamento e polícia;
- dispor  sobre criação, transformação ou extinção de cargo, emprego e função de seus serviços e de sua administração indireta e fixação da respectiva remuneração, observados os parâmetros estabelecidos na Lei de Diretrizes Orçamentárias;
- aprovar crédito suplementar ao orçamento de sua secretaria;
- conceder licença para processar deputado;
- fixar, em cada legislatura, para ter vigência na subsequente, a remuneração do deputado;
- fixar, para cada exercício financeiro, a remuneração do governador, do vice-governador e do secretário de estado;
- dar posse ao governador e ao vice-governador do estado;
- conhecer da renúncia do governador e do vice-governador do estado;
- conceder licença ao governador do estado para interromper o exercício de suas funções;
- autorizar o governador a ausentar-se do estado, e o vice-governador, do país, quando a ausência exceder quinze dias;
- autorizar, por dois terços de seus membros, a instauração de processo contra o governador e o vice-governador do estado, nos crimes de responsabilidade, e, contra o secretário de estado, nos crimes de responsabilidade não conexos com os do governador;
- processar e julgar o governador e o vice-governador do estado nos crimes de responsabilidade, e o secretário de estado nos crimes da mesma natureza conexos com aqueles;
- processar e julgar o procurador-geral de Justiça e o advogado-geral do estado nos crimes de responsabilidade;
- aprovar, por maioria de seus  membros e por voto secreto, a exoneração, de ofício, do procurador-geral de Justiça, antes do término de seu mandato;
- destituir, na forma da lei orgânica do Ministério Público, por maioria de seus membros e voto secreto, o procurador-geral de Justiça;
- destituir do cargo o governador e o vice-governador do estado, após condenação por crime comum ou de responsabilidade;
- proceder à tomada de contas do governador do estado não apresentadas dentro de sessenta dias  da abertura da sessão legislativa;
- julgar, anualmente, as contas prestadas pelo governador do estado, e apreciar os relatórios sobre a execução dos planos de governo;
- escolher cinco dos sete conselheiros do Tribunal de Contas;
- apreciar, anualmente, as contas do Tribunal de Contas;
- aprovar, previamente, por voto secreto, após arguição pública, a escolha:
  - dos Conselheiros do Tribunal de Contas  indicados  pelo governador do estado;
  - dos membros do conselho de governo indicados pelo governador do estado, do conselho estadual de educação e do conselho de defesa social;
  - de interventor em município;
  - dos presidentes das entidades da administração pública indireta, dos presidentes e dos diretores do sistema financeiro estadual;
  - de titular de cargo, quando a lei o determinar.
- eleger os quatro membros do conselho de governo;
- autorizar celebração de convênio pelo governo do estado com entidade de direito público ou privado e ratificar o que, por motivo de urgência, ou de interesse público, for efetivado sem essa autorização, desde que encaminhado à Assembleia Legislativa nos dez dias úteis subsequentes à sua celebração;
- aprovar convênio intermunicipal para modificação de limites;
- solicitar a intervenção federal;
- aprovar ou suspender a intervenção em município;
- suspender, no todo ou em parte, a execução de ato normativo estadual declarado, incidentalmente, inconstitucional por decisão definitiva do Tribunal de Justiça, quando a decisão de inconstitucionalidade for limitada ao texto da Constituição do estado;
- sustar os atos normativos do Poder Executivo que exorbitem do poder regulamentar ou dos limites de delegação legislativa;
- fiscalizar e controlar os atos do Poder Executivo, incluídos os da administração indireta;
- dispor sobre limites e condições para a concessão de garantia do estado em operações de crédito;
- zelar pela preservação de sua competência legislativa em face da atribuição normativa dos outros Poderes;
- aprovar, previamente, a alienação ou a concessão de terra pública;
- manifestar-se, perante o Congresso Nacional, após resolução aprovada pela maioria de seus membros, na hipótese de incorporação, subdivisão ou desmembramento de área do território do estado;
- autorizar referendo e convocar plebiscito nas questões de competência do estado.

## Mesa diretora
A atual composição da Mesa da Assembleia Legislativa de Minas Gerais é a seguinte:
| Cargo              | Nome                    | Partido   |
| ------------------ | ----------------------- | --------- |
| Presidente         | Tadeu Martins Leite     | MDB       |
| 1º Vice-presidente | Leninha Alves           | PT        |
| 2° Vice-presidente | Duarte Bechir           | PSD       |
| 3° Vice-presidente | Betinho Pinto Coelho    | PV        |
| 1° Secretário      | Gustavo Santana         | PL        |
| 2° Secretário      | Alencar da Silveira Jr. | PDT       |
| 3° Secretária      | João Vítor Xavier       | Cidadania |

## Legislatura Atual

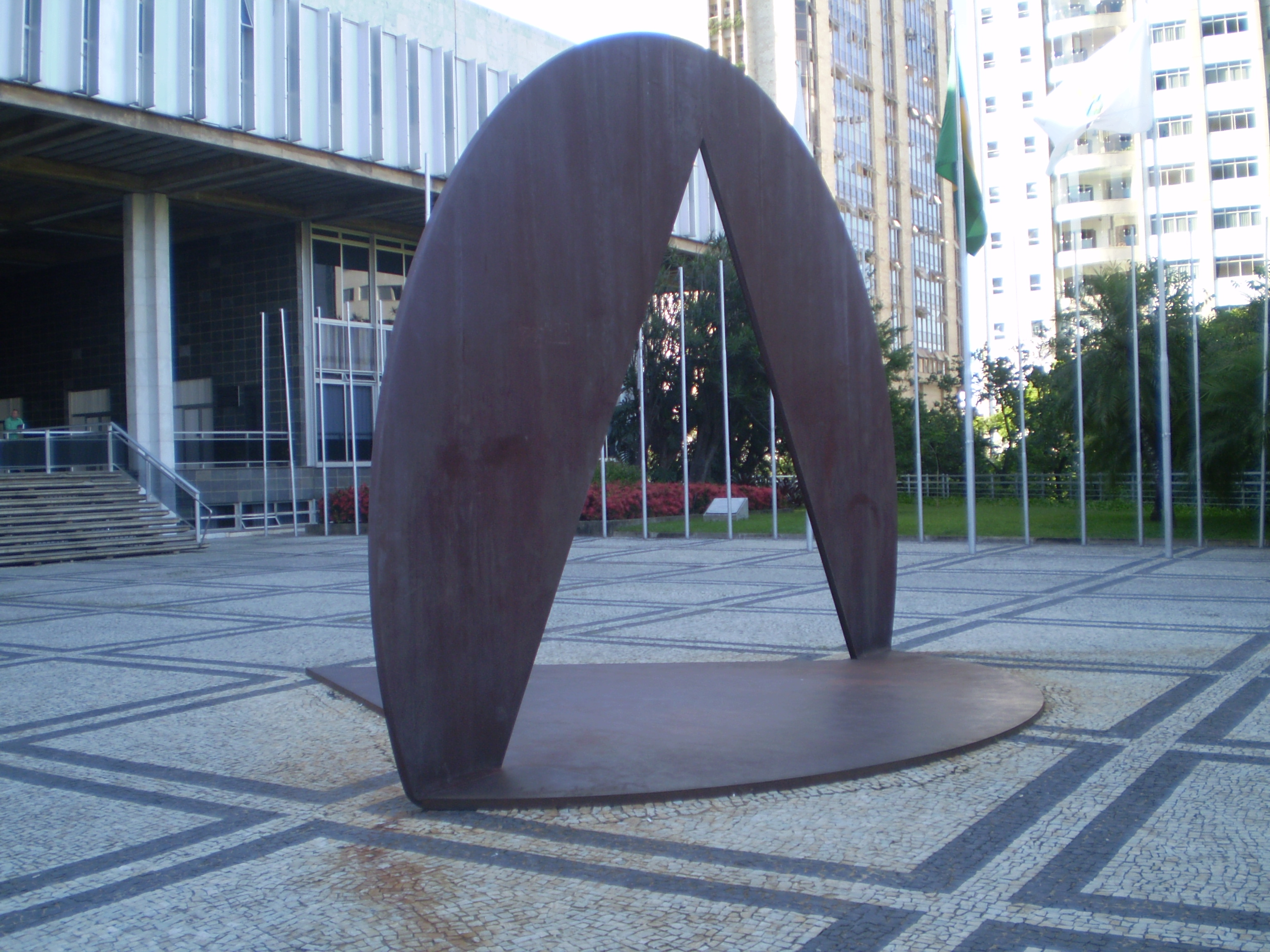
Escultura de Amilcar de Castro no Hall das Bandeiras da ALMG.

### Blocos
Vários partidos políticos estão representados na ALMG. O partido que tem no mínimo cinco deputados forma um agrupamento chamado bancada. Já o bloco parlamentar é o agrupamento formado com a participação de, no mínimo, 16 deputados. Bancadas e blocos parlamentares têm líderes e vice-líderes. As representações partidárias com menos de cinco membros não podem indicar liderança.
As representações partidárias podem constituir blocos parlamentares, sob liderança comum. É vedada a participação de cada representação partidária em mais de um bloco. Não é admitida a constituição de bloco parlamentar integrado por menos de 16 parlamentares (1/5 dos membros da Assembleia). Os blocos têm existência por sessão legislativa ordinária (ano legislativo).
Atualmente 23 partidos estão representados na assembleia, 22 deles se dividem em três blocos parlamentares, um de apoio ao governo, um de oposição e um independente . O atual presidente da ALMG faz parte do bloco independente Deputado Luiz Humberto Carneiro, em homenagem ao falecido deputado Luiz Humberto Carneiro do PSDB. 
Os blocos tem a seguinte composição:
- Bloco Minas em Frente (33)

     PSD (9)
     PP (6)
     Republicanos (4)
     Avante (3)
     UNIÃO (3)
     PSC (3)
     NOVO (2)
     PMN (2)
     PODE (1)
- Bloco Democracia e Luta (20)

     FE Brasil (17)
     PSOL-REDE (3)
- Bloco Minas em Frente (24)

     PL (9)
     PSDB-Cidadania  (5)
     Patriota (3)
    MDB (2)
     PDT (2)
     PSB (1)
     Solidariedade (2)

## Comissões Permanentes
A ALMG tem, na atual legislatura, 22 comissões permanentes. Nelas, os deputados opinam sobre os projetos em tramitação, promovem audiências para debater temas específicos e realizam visitas para conhecer de perto a realidade do Estado em reuniões públicas. São elas:
- Administração Pública
- Agropecuária e Agroindústria
- Assuntos Municipais e Regionalização
- Constituição e Justiça
- Cultura
- Defesa do Consumidor e do Contribuinte
- Defesa dos Direitos da Mulher
- Defesa dos Direitos da Pessoa com Deficiência
- Desenvolvimento Econômico
- Direitos Humanos
- Educação, Ciência e Tecnologia
- Esporte, Lazer e Juventude
- Fiscalização Financeira e Orçamentária
- Meio Ambiente e Desenvolvimento Sustentável
- Minas e Energia
- Participação Popular
- Prevenção e Combate ao Uso de Crack e Outras Drogas
- Redação
- Saúde
- Segurança Pública
- Trabalho, Previdência e Assistência Social
- Transporte, Comunicação e Obras Públicas

## Tramitação de Proposições de Lei

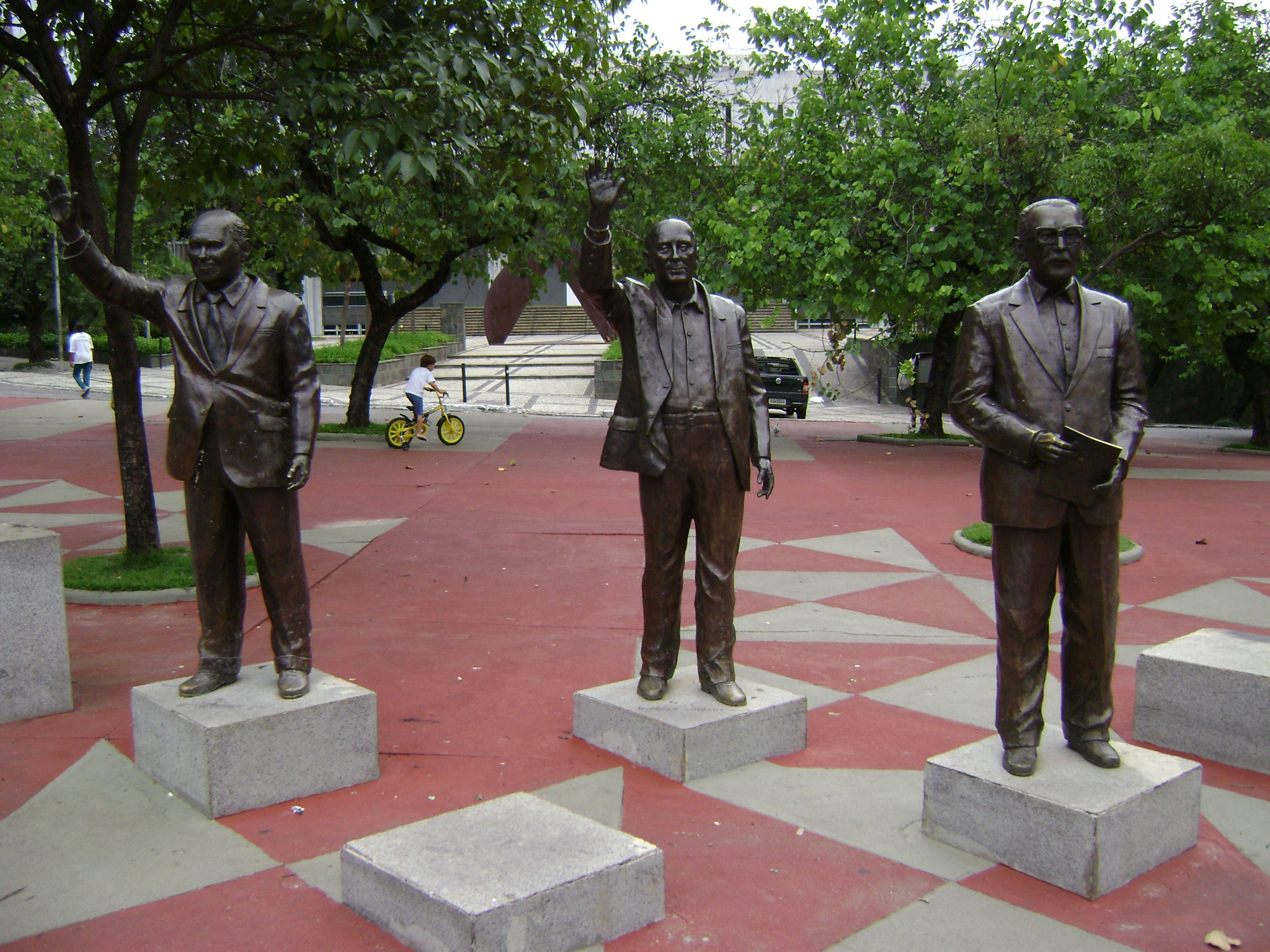
Estátuas de Tancredo Neves, Ulysses Guimarães e Teotônio Vilela na Praça da Assembleia.

As leis são elaboradas por meio de um processo complexo, no decorrer do qual várias etapas são percorridas. Nas modernas democracias, esse processo é público e os debates incorporam tanto os elementos técnicos quanto as posições políticas dos diversos
segmentos sociais. A partir de uma demanda social ou de uma  sugestão levada ao seu conhecimento, os  deputados estudam o assunto para melhor  conhecer os problemas e dificuldades envolvidos. Também procuram ouvir os cidadãos que serão afetados pela lei, os especialistas e as autoridades ligadas ao assunto, podendo, para isso, realizar audiências públicas tanto na Capital quanto no interior.
O processo legislativo tem seu início com a apresentação de uma proposição: um projeto de lei ordinária (PL), de lei complementar (PLC), de emenda constitucional (PEC) ou, em algumas situações específicas, de um projeto de resolução.  
Cabe aos deputados ou às comissões da Assembleia a autoria das proposições que tratam das mais variadas áreas de atividade do Estado. Entretanto, a Constituição Estadual atribui também ao governador do Estado, ao presidente do Tribunal de Contas e ao presidente do Tribunal de Justiça a iniciativa privativa quando a matéria for relacionada com a atividade administrativa dessas entidades.
Ao procurador-geral de Justiça é facultada a iniciativa de projetos de lei que tratam da atividade do Ministério Público Estadual.
Os cidadãos também podem apresentar projetos de iniciativa popular. Nesse caso, são necessárias assinaturas de pelo menos 10 mil eleitores, em lista organizada por entidade legalmente constituída, sendo que desses eleitoras, no máximo, 2.500 podem ser de Belo Horizonte.
Além disso, qualquer organização legalmente constituída pode encaminhar proposta de legislação à Comissão de Participação Popular, a qual, se julgá-la adequada, a apresentará formalmente em Plenário, sempre fazendo referência à entidade que deu origem à apresentação da respectiva proposição.
Uma  proposição é recebida no Plenário e, a seguir, publicada no Diário Oficial e disponibilizada para visualização na internet. Depois, é distribuída às comissões permanentes, que, segundo o Regimento Interno, têm a competência para analisar o seu conteúdo.
O primeiro exame que se faz é o da constitucionalidade da proposição, a cargo da Comissão de Constituição e Justiça. Em seguida, ela é examinada pela comissão de mérito, que analisa aspectos relacionados com o seu conteúdo específico, verificando se a proposta é pertinente e desejável. Se aprovada, ao final do processo a proposição é encaminhada à Comissão de Redação, que lhe confere a forma final. Determinadas matérias, como a atribuição de denominação a bens públicos ou a declaração de utilidade pública para entidades, são votadas nas comissões e não no Plenário. Quanto às demais, compete ao Plenário a decisão sobre sua aprovação ou rejeição, utilizando-se, como orientação para isso, dos pareceres emitidos pelas comissões.
Em geral, no Plenário são realizados dois turnos de discussão e votação, embora algumas proposições sejam apreciadas em um único turno, como é o caso dos vetos do governador e das leis que tratam do ciclo orçamentário: o Plano Plurianual de Ação Governamental, a Lei de Diretrizes Orçamentárias e a Lei Orçamentária Anual.
Durante a tramitação, as proposições podem ser alteradas por emendas ou por substitutivos. As alterações podem ser de autoria de deputados ou das comissões. Uma emenda é de comissão quando incluída em parecer aprovado. No Plenário, as emendas são de deputados, apresentadas individualmente ou por um grupo deles, em conjunto, no decorrer da discussão da matéria. Após a deliberação final em Plenário, a proposição aprovada é encaminhada ao governador, para sanção. A proposição rejeitada é arquivada.
As emendas à Constituição e as resoluções não são encaminhadas à sanção do governador, pois sua edição é de competência privativa da Assembleia.Sua promulgação é feita pela própria Assembleia.
No Poder Executivo, havendo concordância do governador, a proposição de lei é sancionada e publicada sob a forma de uma nova lei. Não havendo concordância, a proposição é vetada parcial ou totalmente. As razões do veto são encaminhadas para a apreciação da Assembleia. O Plenário poderá concordar com as razões de veto e o texto da proposição será arquivado. Se, no entanto, o Plenário discordar das razões, em votação secreta, o veto será rejeitado e o texto originalmente aprovado da proposição será reencaminhado ao governador do Estado, que deverá promulgar a proposição no prazo de 48 horas. Se ele não o fizer, caberá ao presidente da Assembleia a promulgação da lei, que passará a ter validade a partir de sua publicação.
Com exceção de poucos casos previstos no Regimento Interno, nos quais se visa em geral a preservação da segurança física de depoentes ou testemunhas, as reuniões das comissões são abertas a todos os cidadãos.  
As reuniões do Plenário são sempre públicas, embora o presidente possa determinar a retirada de manifestantes que prejudiquem o bom andamento e a ordem dos trabalhos. Todas as pessoas podem, também, acompanhar a tramitação das matérias na Assembleia por meio de contato direto com os deputados ou lendo o Diário do Legislativo, publicado no “Minas Gerais”, órgão oficial do Estado. No Portal da Assembleia, estão disponíveis todas as informações relacionadas ao processo legislativo, incluindo os textos completos das proposições, das emendas e dos pareceres de comissões. Também por meio do site, é possível se cadastrar para receber notícias a respeito da tramitação de proposições de seu interesse.